# كتشة غنبد (سياه منصور)
كتشة غنبد (بالفارسية: کچه گنبد) هي منطقة سكنية تقع في إيران في كردستان. يقدر عدد سكانها بـ 449 نسمة .